# جسور و شجاع
جسور و شجاع (به انگلیسی: The Bold and the Brave) فیلمی در ژانر جنگی و در دوران جنگ جهانی دوم به کارگردانی لوئیس آر. فاستر است که در سال ۱۹۵۶ منتشر شد. رابرت لوین فیلمنامهٔ این فیلم را بر اساس بعضی از تجربه‌های شخصی خودش در نبرد ایتالیا نوشت. این فیلمنامه اولین تجربه وی در امر نویسندگی بود. ستارگان این فیلم وندل کوری، میکی رونی و دان تیلور بودند. جسور و شجاع توسط فیلم‌میکرز پروداکشن تهیه و توسط آر.ک.ئو پخش شد.

## بازیگران
- وندل کوری
- میکی رونی
- دان تیلور
- نیکول موری
- جان اسمیت
- استنلی آدامز
- تارا سامرز
- رایت کینگ
- بابز واتسون